# Pavel Hrúz
Pavel Hrúz (14. června 1941, Banská Bystrica, – 15. srpna 2008, Banská Bystrica) byl slovenský spisovatel.

## Životopis
Narodil se v rodině krejčího a své vzdělání získával v Banské Bystrici a v Bratislavě, kde studoval na slovenské Vysoké škole technické elektrotechniku. Od roku 1968 se stal redaktorem v Matičnom čítaní, odkud byl v roce 1971 propuštěn. Od roku 1974 pracoval jako dělník. Od roku 1990 působí ve Slovenském rozhlasu v Banské Bystrici.

## Tvorba
Svá první díla začal uveřejňovat už v době svých středoškolských studií ve slovenském deníku Smer a později i v Mladé tvorbě. Po roce 1974 se věnoval vydávání samizdatové literatury, na Slovensku svá díla začal znovu vydávat až po roce 1989, kdy mu kromě nových děl vyšla i díla napsaná a vydaná samizdatem.

## Dílo

### Próza
- 1966 Dokumenty o výhľadoch, debutová kniha (oceněná Kraskovou cenou jako nejlepší debut roku)
- 1968 Okultizmus, kniha povídek
- 1990 Chliev a hry, sbírka próz
- 1991 Pereat
- 1993 Párenie samotárov. Randezvous 69 (původně mělo vyjít pod názvem Slovenský dekameron v roce 1970)
- 1996 Oči kuričove
- 1996 Chlieb a kry, sbírka próz
- 1998 Hore pupkom, pupkom sveta
- 2000 Bystrica v… tom

### Eseje
- 2001 - Lunetárium

### Rozhlasové hry
- 1973 - Nedobytný hrad, pohádková hra